# Мейкл-Смолл, Иззи
Иззи Мейл-Смолл (англ. Izzy Meikle-Small; род. 22 марта 1996) — британская актриса, снявшаяся в различных фильмах и телесериалах.

## Карьера
Наиболее известной ролью актрисы является роль молодой Кэти в фильме 2010 года «Не отпускай меня», в то время как взрослую версию героини исполнила Кэри Маллиган. В декабре 2011 года Мейбл-Смолл снялась в телесериале «Большие надежды», где исполнила роль молодой Эстеллы, героини Ванессы Кирби. В то же время она обучалась в Brighton College. В 2012 году появилась в фильме «Рядовой Писфул» в роли молодой Молли, и молодой Ровенны в «Белоснежка и охотник».
В 2014 году сыграла роль Молли в фильме «Пудси».

## Фильмография
| Год  | Название                       | Роль             | Примечания                            |
| ---- | ------------------------------ | ---------------- | ------------------------------------- |
| 2007 | Чайковский: Фортуна и трагедия | Саша             | Телефильм                             |
| 2010 | Диско                          | Пиппа            | Короткометражный фильм                |
| 2010 | Не отпускай меня               | Молодая Кэти     |                                       |
| 2011 | Большие надежды                | Молодая Эстелла  | Телевизионный мини-сериал; Эпизод 1.1 |
| 2012 | Белоснежка и охотник           | Молодая Равенна  |                                       |
| 2012 | Рядовой Писфул                 | Молодая Молли    |                                       |
| 2014 | 7.39                           | Шарлотта Мэттьюс | Телевизионный мини-сериал             |
| 2014 | Пудси                          | Молли            |                                       |
| 2016 | Улица потрошителя              | Валери Фриман    | 2 эпизода                             |
| 2017 | Другой сын матери              | Энни             |                                       |